# 思茅青冈
思茅青冈（学名：Cyclobalanopsis xanthotricha），为壳斗科青冈属下的一个植物种。